# Balancán (Messico)
Balancán è una municipalità dello stato di Tabasco, nel Messico meridionale, il cui capoluogo è la città omonima.
La municipalità conta 56.739 abitanti (2010) e ha un'estensione di 3.588,9 km².
Il significato del nome della località in lingua maya è Luogo del giaguaro e del serpente.

## Siti archeologici

### Moral-Reforma

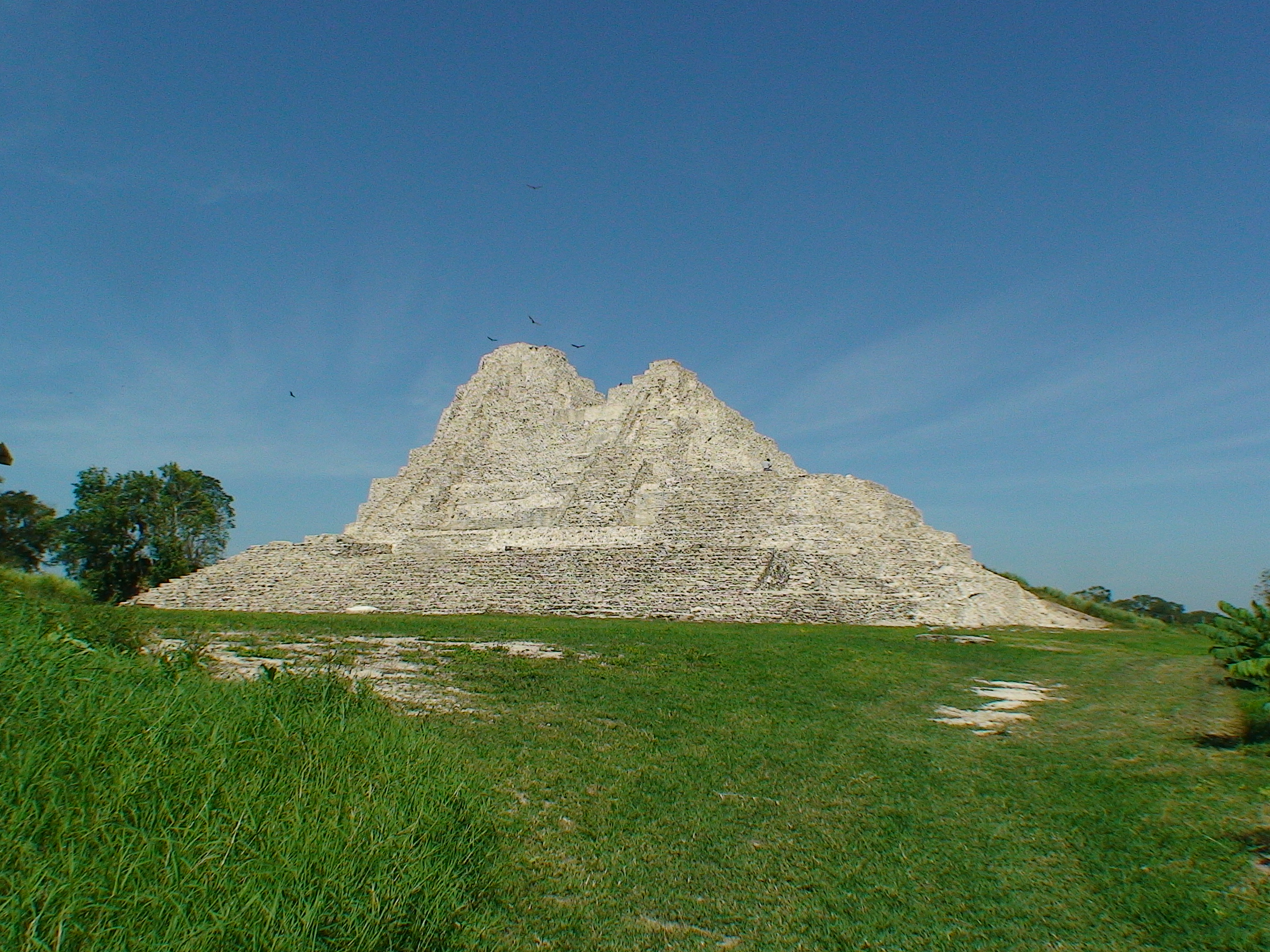
Piramide principale del sito

Nel territorio comunale si trova il sito archeologico di Moral-Reforma, risalente al periodo classico maya.